# ECO 아일랜드 천사도
《ECO 아일랜드 천사도》는 SBS에서 방송하였던 자연을 배경으로 다루는 예능 프로그램이다.

## 기획 의도
자연과의 공생을 통해 지속 가능한 미래를 꿈꾸는 아티스트들의 아주 특별한 에코 예술프로그램

## 제작진
- 극본 : 이지민
- 연출 : 류재광

## 출연진
- 박진희
- 홍석천
- 김기혁
- 모나